# Jeannie C. Riley
Pour les articles homonymes, voir Riley.
Jeannie C. Riley, née Jeanne Carolyn Stephenson le 19 octobre 1945 à Anson au Texas, est une chanteuse américaine de country. Elle est principalement connue pour la chanson Harper Valley P.T.A. avec laquelle elle obtient un Grammy Award en 1968.